# 高砂熱学工業
高砂熱学工業株式会社（たかさごねつがくこうぎょう、英: Takasago Thermal Engineering Co., Ltd.）は、日本の空調設備工事会社である。本社を東京都新宿区新宿六丁目（新宿イーストサイドスクエア）に置く。JPX日経インデックス400の構成銘柄の一つ。
資本金は131億円。空気調和設備の設計、施工を主要事業としている。

## 概要
独立系。空調設備の技術を主軸とした建築設備の設計・施工/保守、その他環境制御システム等の設計・施工管理を行う。不動産開発事業や宇宙開発事業にも取り組み、事業の多角化を図る。
完成工事高（売上高）は14年連続で空調設備業界首位であり、技術面においても、空気調和・衛生工学会における論文賞や技術賞、技術振興賞の合計受賞件数は2位以下の会社を引き離して首位である。有効特許数も業界トップであり741件（特許/実用新案 /意匠/商標）、特許は国内477件・海外20件となっている（いずれも2021年3月末時点）。
また、経済産業省によって2020、2021、2024年度に健康経営優良法人に、2022、2023年度に健康経営優良法人（ホワイト500）に認定されている。

## 沿革
- 1923年 - 高砂暖房工事株式会社設立

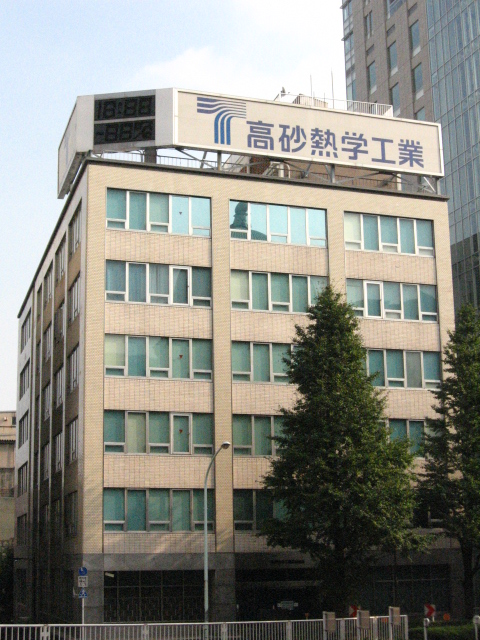
旧本社（東京都千代田区、2006年10月撮影）

- 1943年 - 社名を高砂熱学工業株式会社に改称
- 1969年 - 東京証券取引所2部上場
- 1971年 - 大阪証券取引所2部上場
- 1973年 - 東京証券取引所、大阪証券取引所の市場第一部に指定替
- 1998年 - ISO 9001国内全店認証取得完了
- 1999年 - ISO 14001国内全店認証取得完了
- 2012年 - ジャスダック上場の株式会社丸誠を株式公開買付けにより連結子会社化
- 2014年
  - 本社、東日本事業本部、東日本事業本部東京本店、エンジニアリング事業本部を東新宿駅直結の新宿イーストサイドスクエアに移転[広報 2]
  - 株式会社丸誠を株式交換により完全子会社化するとともに、同社は高砂エンジニアリングサービス株式会社を吸収合併し、高砂丸誠エンジニアリングサービス株式会社に商号変更[広報 3]

## 主な施工実績
| - 東京ドーム - 大阪ドーム - 札幌ドーム - 横浜ランドマークタワー - 恵比寿ガーデンプレイス - 六本木ヒルズ森タワー - 表参道ヒルズ - 丸の内ビルディング - 東京ミッドタウン - 渋谷ヒカリエ | - JRセントラルタワーズ - 電通汐留本社ビル（カレッタ汐留） - 日本テレビタワー - FCGビル（フジテレビ・フジ・メディア・ホールディングス本社） - 新国立劇場 - 東京オペラシティ - 東京国際フォーラム - ヨドバシAkiba - フジテレビ湾岸スタジオ - 赤坂サカス（赤坂Bizタワー・赤坂BLITZ・赤坂ACTシアター） - 東京ファッションタウン - 防衛省 - 日本銀行 - 国立競技場 - GINZA SIX - 有明アリーナ - 京王プラザホテル - 東京医科歯科大学 |

ほか

## 不祥事・事件
- 2010年10月に竣工した羽田空港国際線ターミナルビルの天井内配管について、耐震支持（振れ止め金具）の施工が一部不足していることが2018年に報道された。報道を受け当該建物を管理する東京国際空港国際線ターミナル（TIAT）企画部は調査点検を行い、耐震支持の予定数のうち2割が未施工であることを確認するとともに、高砂熱学工業に補修工事を行わせた。ただし、耐震支持は大震度地震での揺れによる配管の破損・落下を防止するための設備であり、平時において耐震支持の不足により配管の落下などが生じる恐れはないことがTIAT企画部から広報されている[4]。事実、2011年に発生した東日本大震災において羽田空港が位置する大田区は震度5弱の揺れが観測されているが、羽田空港国際線ターミナルビルにて配管の落下・断裂は報告されていない。
- 2011年から2012年の北陸新幹線融雪基地の機械設備工事の入札に際し、高砂熱学工業・新日本空調・ダイダンらの主導で13社による談合を行っていたことが、2014年に公正取引員会の調査で発覚した[5]。これをうけ、公正取引員会は2014年に高砂熱学工業を含む8社を、2015年には追加で3社を指名停止処分とした[6]。さらに高砂熱学工業と新日本空調は2015年に関東地方整備局より営業停止処分を受けた[7]。
- 2016年には新卒採用のHPにて掲載されていた社員の一日のスケジュールが、その勤務時間の長さと過酷さから炎上した。当該ページは2023年現在は公開されていない。

## テレビ番組
- 知られざるガリバー〜エクセレントカンパニーファイル〜（2021年2月20日放送、テレビ東京系列）[8][9]
- 日経スペシャル カンブリア宮殿【空調を操って「日本一」100年企業のサバイバル経営】（2025年3月27日放送、テレビ東京系列） - 社長の小島和人がスタジオ出演[10][11]。

## その他
2019年、高砂熱学工業はispace社による民間月面探査計画HAKUTO-Rへのコーポレートパートナー契約を締結した。高砂熱学工業は自社の保有する水電解技術を利用し、月面に存在する水分から酸素および水素を生成するための水電解装置を開発・提供し、2022年に打ち上げられたHAKUTO-R ミッション1に搭載された。また高砂熱学工業は水電解装置だけではなく、月面での水採集のためにサーマルマイニング技術の開発を行っている。サーマルマイニングは機械的な採掘よりも高効率に月面レゴリス内の水を回収できると予想されている。

#### 広報資料・プレスリリースなど一次資料
1. ↑  TAKASAGO CORPORATE REPORT 2020
2. ↑  事務所移転のお知らせ - 高砂熱学工業株式会社、2014年4月1日 - ウェイバックマシン（2014年7月1日アーカイブ分）
3. ↑  高砂熱学工業株式会社と株式会社丸誠の株式交換契約締結（簡易株式交換）及び株式会社丸誠と高砂エンジニアリングサービス株式会社の合併契約締結（簡易合併）に関するお知らせ - 高砂熱学工業株式会社、2014年3月20日] - ウェイバックマシン（2014年7月17日アーカイブ分）
4. ↑  “高砂熱学工業、HAKUTO-Rコーポレートパートナー契約を締結”. ispace. 2023年8月19日閲覧。
5. ↑  “サーマルマイニングによる月面水採取”. 2023年8月19日閲覧。